# ЦАР на летних Олимпийских играх 1968
Центральноафриканская Республика принимала участие в Летних Олимпийских играх 1968 года в Мехико (Мексика) в первый раз за свою историю, но не завоевала ни одной медали. Сборную представлял лишь один легкоатлет

## Результаты

### Лёгкая атлетика
Спортсмен — 1
| Спортсмен      | Дисциплина | Квалификация | Квалификация | Финал                | Финал                |
| Спортсмен      | Дисциплина | Результат    | Место        | Результат            | Место                |
| -------------- | ---------- | ------------ | ------------ | -------------------- | -------------------- |
| Габриэль М’Боа | 5000 м     | 17:32.95     | 17           | Завершил выступления | Завершил выступления |